# Gymnova
A Gymnova é uma fabricante francesa, especializada em equipamentos para as modalidades da ginástica. 
Os principais produtos vão desde os equipamentos de proteção, aos aparelhos utilizados nas provas da modalidade artística, além de partir dos equipamentos criados para os jovens praticantes, aos elaborados para os atletas profissionais.
A história da empresa começa em 1978, quando dois ginastas e treinadores juntaram-se para dar início e evoluir a companhia. Ao longo de seus mais de trinta anos de existência, a Gymnova é marcada pelas inovações tecnológicas, que visam a segurança dos praticantes, e a reputação adquirida. Entre as maiores conquistas da empresa, está a oficialização de fornecedora de equipamentos ao Mundial de Aarhus, em 2006.